# Thelotrema rockii
Thelotrema rockii är en lavart som först beskrevs av Alexander Zahlbruckner, och fick sitt nu gällande namn av Hale 1980. Thelotrema rockii ingår i släktet Thelotrema och familjen Thelotremataceae.   Inga underarter finns listade i Catalogue of Life.